# Виттерда
Виттерда (нем. Witterda) — община в Германии, в земле Тюрингия. 
Входит в состав района Зёммерда.  Население составляет 1087 человек (на 31 декабря 2010 года). Занимает площадь 12,47 км².